# Capron (Illinois)
Capron es una villa ubicada en el condado de Boone en el estado estadounidense de Illinois. En el Censo de 2010 tenía una población de 1376 habitantes y una densidad poblacional de 758,97 personas por km².

## Geografía
Capron se encuentra ubicada en las coordenadas 42°23′56″N 88°44′19″O / 42.39889, -88.73861. Según la Oficina del Censo de los Estados Unidos, Capron tiene una superficie total de 1.81 km², de la cual 1.81 km² corresponden a tierra firme y (0%) 0 km² es agua.

## Demografía
Según el censo de 2010, había 1376 personas residiendo en Capron. La densidad de población era de 758,97 hab./km². De los 1376 habitantes, Capron estaba compuesto por el 80.09% blancos, el 1.09% eran afroamericanos, el 1.09% eran amerindios, el 0.44% eran asiáticos, el 0% eran isleños del Pacífico, el 15.48% eran de otras razas y el 1.82% pertenecían a dos o más razas. Del total de la población el 30.89% eran hispanos o latinos de cualquier raza.